# Kommunar
Kommunar (ros. Коммунар) − miasto w Rosji, w obwodzie leningradzkim, 35 km na południe od centrum Petersburga.
Znajduje tu się stacja kolejowa Antropszyno, na której zatrzymuje się m.in. petersburska kolej podmiejska.

## Demografia
W 2009 liczyło 17 770 mieszkańców. W 2021 liczyło 21 920 mieszkańców.